# Kadykčan
Kadykčan (in russo Кадыкчан?) è un ex insediamento di tipo urbano nel Distretto di Susuman, nell'oblast' di Magadan, in Russia. Si trova nel bacino dell'Ajan-Jurjach a 65 km da Susuman.

## Storia

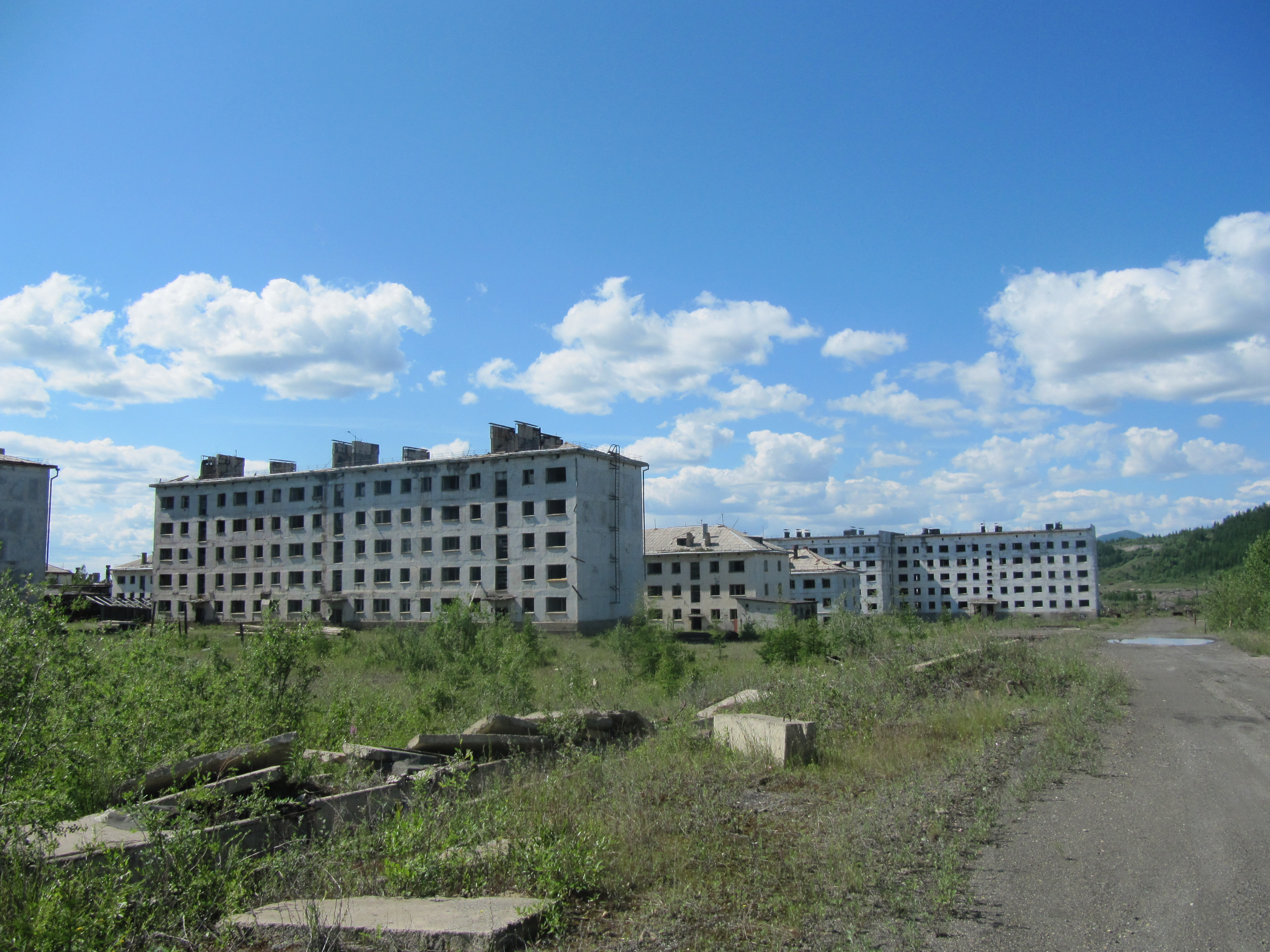
Kadykčan come appare oggi

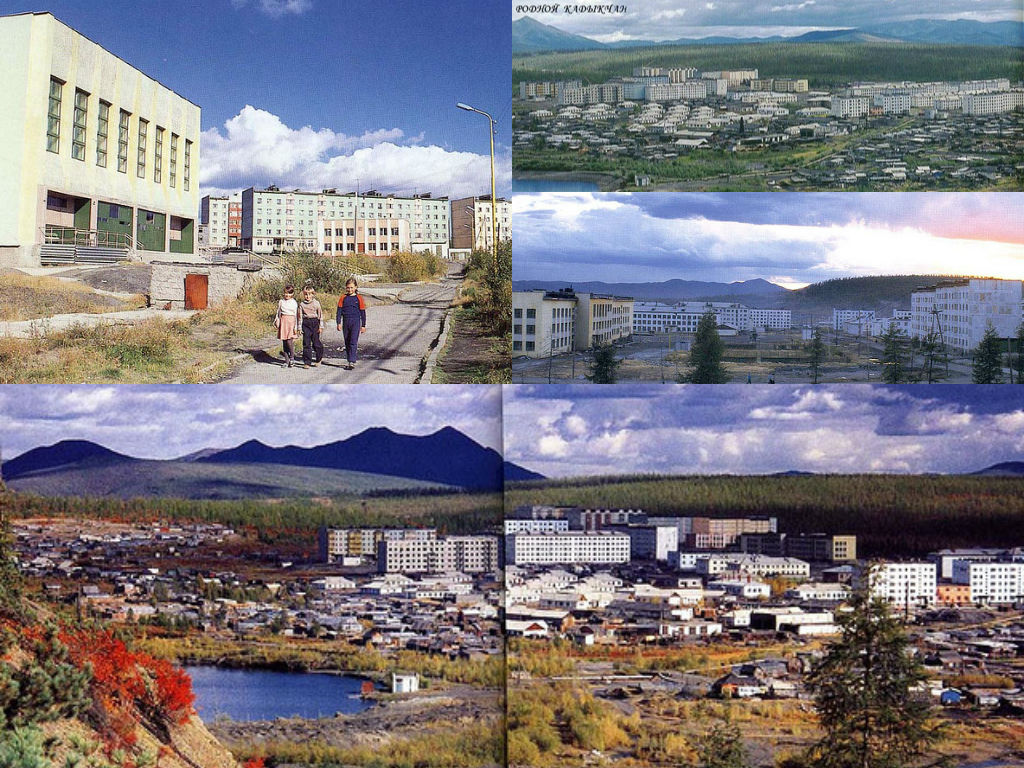
Kadykčan come appariva prima del 1996

Kadykčan (in lingua evenchi significa "gola, burrone") venne costruita durante la seconda guerra mondiale dai lavoratori dei Gulag. In seguito divenne la residenza per i minatori di carbone che rifornivano la centrale termoelettrica di Arkagalinskaja. Le miniere andarono in declino dopo il collasso dell'Unione Sovietica. Inoltre, nel 1996 un'esplosione uccise sei minatori e la gallerie vennero chiuse. In poche settimane la maggioranza degli abitanti venne trasferita e sistemata nelle città vicine. La popolazione che nel 1989 era di 5794 unità, era scesa a 875 abitanti nel 2002 e a 287 nel 2007, rendendola di fatto una città fantasma dal 2010. L'insediamento abbandonato ricorda ancora una tipica città dormitorio sovietica.